# 本克伦西亚
本克伦西亚，是西班牙埃斯特雷马杜拉卡塞雷斯省的一个市镇。总面积13平方公里，总人口103人（2001年），人口密度8人/平方公里。